# Liste der Kulturgüter in Isérables
Die Liste der Kulturgüter in Isérables enthält alle Objekte in der Gemeinde Isérables im Kanton Wallis, die gemäss der Haager Konvention zum Schutz von Kulturgut bei bewaffneten Konflikten, dem Bundesgesetz vom 20. Juni 2014 über den Schutz der Kulturgüter bei bewaffneten Konflikten sowie der Verordnung vom 29. Oktober 2014 über den Schutz der Kulturgüter bei bewaffneten Konflikten unter Schutz stehen.
Objekte der Kategorie A sind im Gemeindegebiet nicht ausgewiesen, Objekte der Kategorie B sind vollständig in der Liste enthalten, Objekte der Kategorie C fehlen zurzeit (Stand: 1. Januar 2023).

## Kulturgüter
| Foto |                                                                                             | Objekt                                                                                               | Kat. | Typ | Standort                           | Beschreibung |
| ---- | ------------------------------------------------------------------------------------------- | --- | ---- | --- | ---------------------------------- | ------------ |
| BW   | Datei hochladen · Wikidata zu Combe de Teur, Gruppe von hochgestellten Gebäuden (Q29892213) | Combe de Teur, Gruppe von hochgestellten Gebäuden / Combe de Teur, groupe de raccards KGS-Nr.: 06786 | B    | G   | Route de Teur 584799 / 112790      |              |
| BW   | Datei hochladen · Wikidata zu Sägewerk im Vallon de la Fare (Q29892215)                     | Sägewerk im Vallon de la Fare / Scierie du Vallon de la Fare KGS-Nr.: 06787                          | B    | G   | Route de Plantorny 586357 / 110789 |              |
| ja   | Datei hochladen · Wikidata zu Pfarrkirche Saint-Théodule (Q55382056)                        | Pfarrkirche Saint-Théodule / Église paroissiale Saint-Théodule KGS-Nr.: 17273                        | B    | G   | Place de l’Église 585054 / 112246  |              |